# Bolet faux royal
Butyriboletus fuscoroseus
Espèce
Statut de conservation UICN

 LC  : Préoccupation mineure
Butyriboletus fuscoroseus, le Bolet faux royal, auparavant Butyriboletus pseudoregius ou Boletus pseudoregius, est une espèce comestible de champignon (Fungi) basidiomycète du genre Butyriboletus dans la famille des Boletaceae. Il est caractérisé par son chapeau brun rose, son pied présentant souvent une zone rose sur sa moitié inférieure et sa chair bleuissante au niveau du chapeau à la coupe.

## Taxonomie

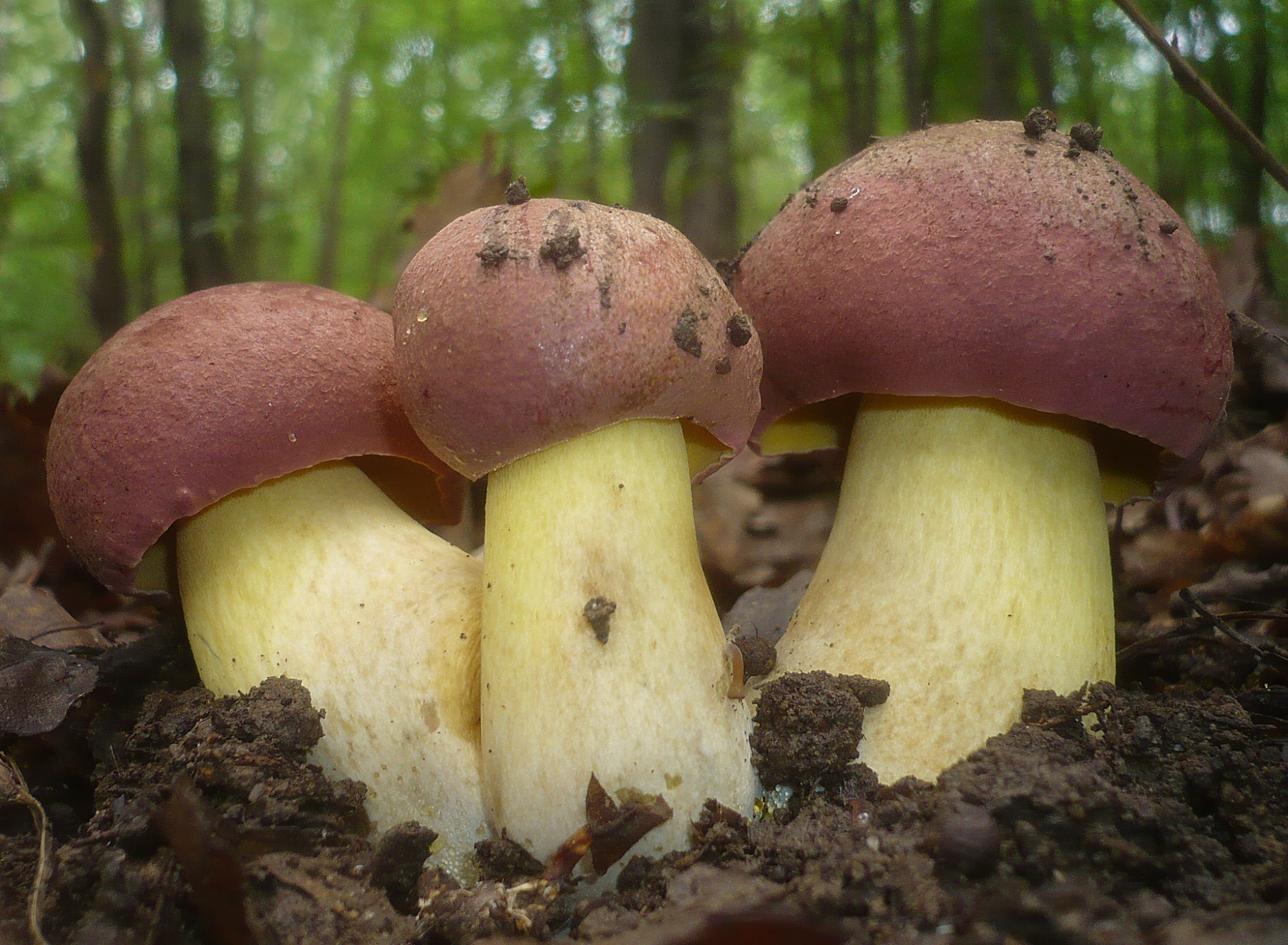
Trois jeunes sporophores de B. fuscoroseus en Autriche.

Le nom correct complet (avec auteur) de ce taxon est Butyriboletus fuscoroseus (Smotl.) Vizzini & Gelardi, 2014.
L'espèce a été initialement classée dans le genre Boletus sous le basionyme Boletus fuscoroseus Smotl., 1912.

### Synonymes
Butyriboletus fuscoroseus a pour synonymes :
- Boletus regius ss. Konrad (1925)
- Boletus appendiculatus subsp. regius ss. Konrad & Maublanc (1925)
- Boletus appendiculatus subsp. pseudoregius Heinr. Huber (1927)
- Boletus pseudoregius (Heinr. Huber) Estadès (1988)
- Butyriboletus pseudoregius (Heinr. Huber) D. Arora & J.L. Frank (2014)[3]

### Phylogénie
L'espèce était classée traditionnellement dans le genre Boletus (B. pseudoregius), au sein de la famille des Boletaceae. Il fut décrit sous ce nom pour la première fois par le mycologue allemand Heinrich Huber en 1927, puis recombiné dans le nouveau genre des « bolets beurrés » ou Butyriboletus en 2014. Il fut ensuite recombiné en Butyriboletus fuscoroseus.
N.B. Boletus speciosus est une espèce des conifères d’Amérique du Nord, un « regius bleuissant » selon Redeuilh, très diversement interprétée par les auteurs européens qui ont cru la retrouver sous feuillus, notamment des chênaies et hêtraies sur sol calcaire : Alessio (pl. 15), Marchand (pl. 218) et Breitenbach (t.3, pl. 21). Il existe des récoltes intermédiaires et plus robustes à débrouiller. En attendant, il est sage de s'abstenir d'utiliser ce nomen confusum en Europe.

### Étymologie
L'épithète spécifique fuscoroseus (noir + rose) fait référence aux couleurs du chapeau de cette espèce. Son ancienne épithète spécifique pseudoregius (faux + royal) fait réfèrence à sa ressemblance avec le Bolet royal (Butyriboletus regius).

### Noms vulgaires et vernaculaires
Ce taxon porte en français les noms vernaculaires ou normalisés suivants : Bolet faux royal, en réfèrence à son ancien nom binôme B. pseudoregius.

## Description du sporophore

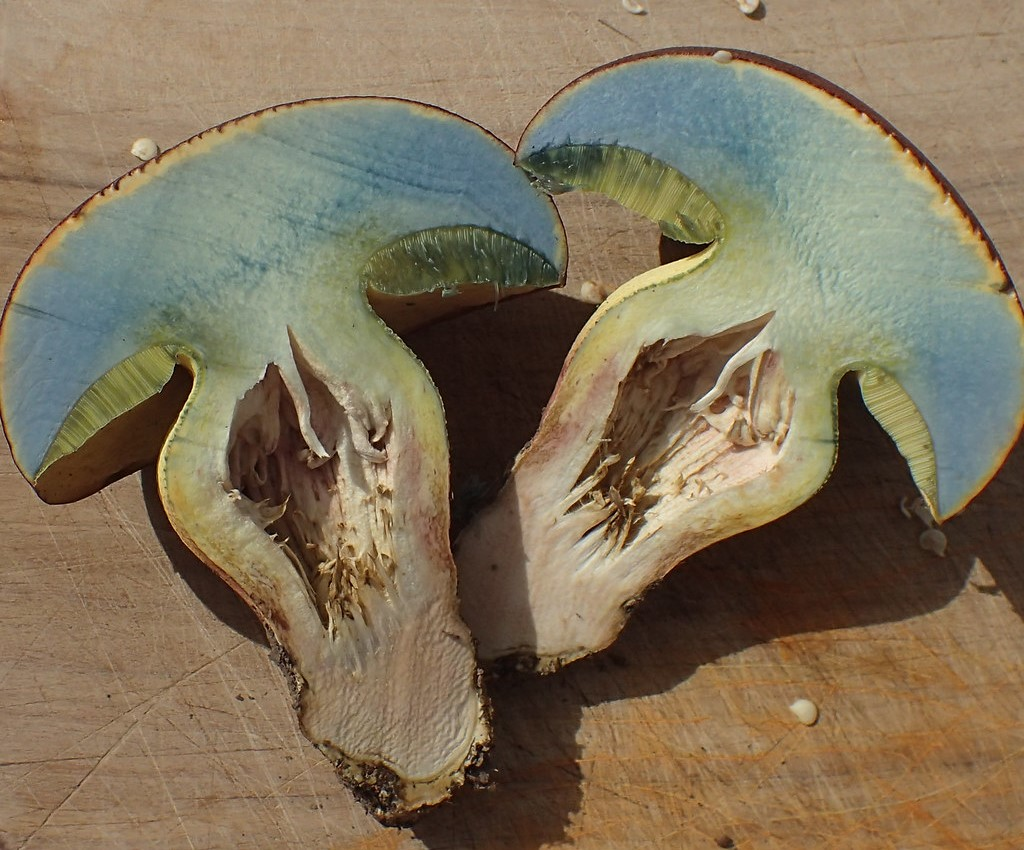
Bleuissement typique de la chair du Bolet faux royal à la coupe se limitant à la chair du chapeau.

Les bolets sont des champignons dont l'hyménophore, constitué de tubes et terminés par des pores, se sépare facilement de la chair du chapeau. Ce chapeau d'abord rond, recouvert d'une cuticule, devient convexe à mesure qu’il vieillit. Ils ont un pied (stipe) central assez épais et une chair compacte. Les caractéristiques morphologiques de B. fuscoroseus sont les suivantes :
Son chapeau mesure de 5 à 15 cm, il est sec et mat, parfois un peu velouté, vieux rose, rose terne ou brun rose.
L'hyménophore présente des tubes jaune vif puis jaune olivâtre, nettement bleuissants. Les pores sont fins, bleuissants, concolores aux tubes.
Son stipe mesure 3 à 12 cm x 1,5 à 3 cm, à base souvent assez arrondie, jaune, souvent avec un cerne ou la base rose, portant un réseau blanc très visible couvrant tout le pied.
La chair est jaunâtre ou blanchâtre, à bleuissement modéré essentiellement limité au chapeau. Sa saveur est douce, agréable et son odeur est faible, un peu fruitée, devenant ensuite plus ou moins chimique.

### Caractéristiques microscopiques
Ses spores mesurent 10,5 à 14,5 µm x 4,5 à 5,5 µm et ses basides mesurent mesurent (26)30 à 40 µm x 10 à 12 µm, tétrasporées et clavées.

## Galerie

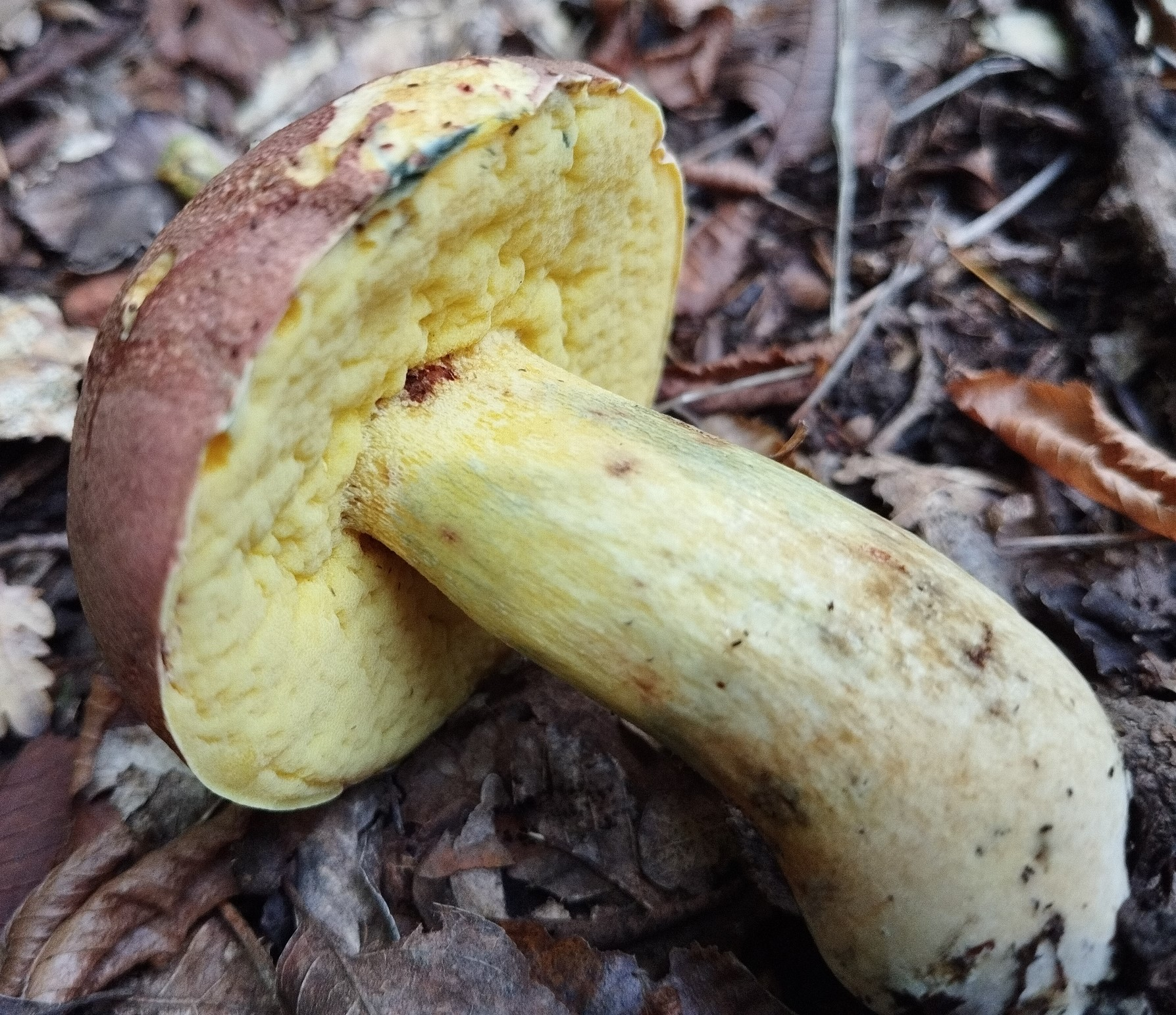
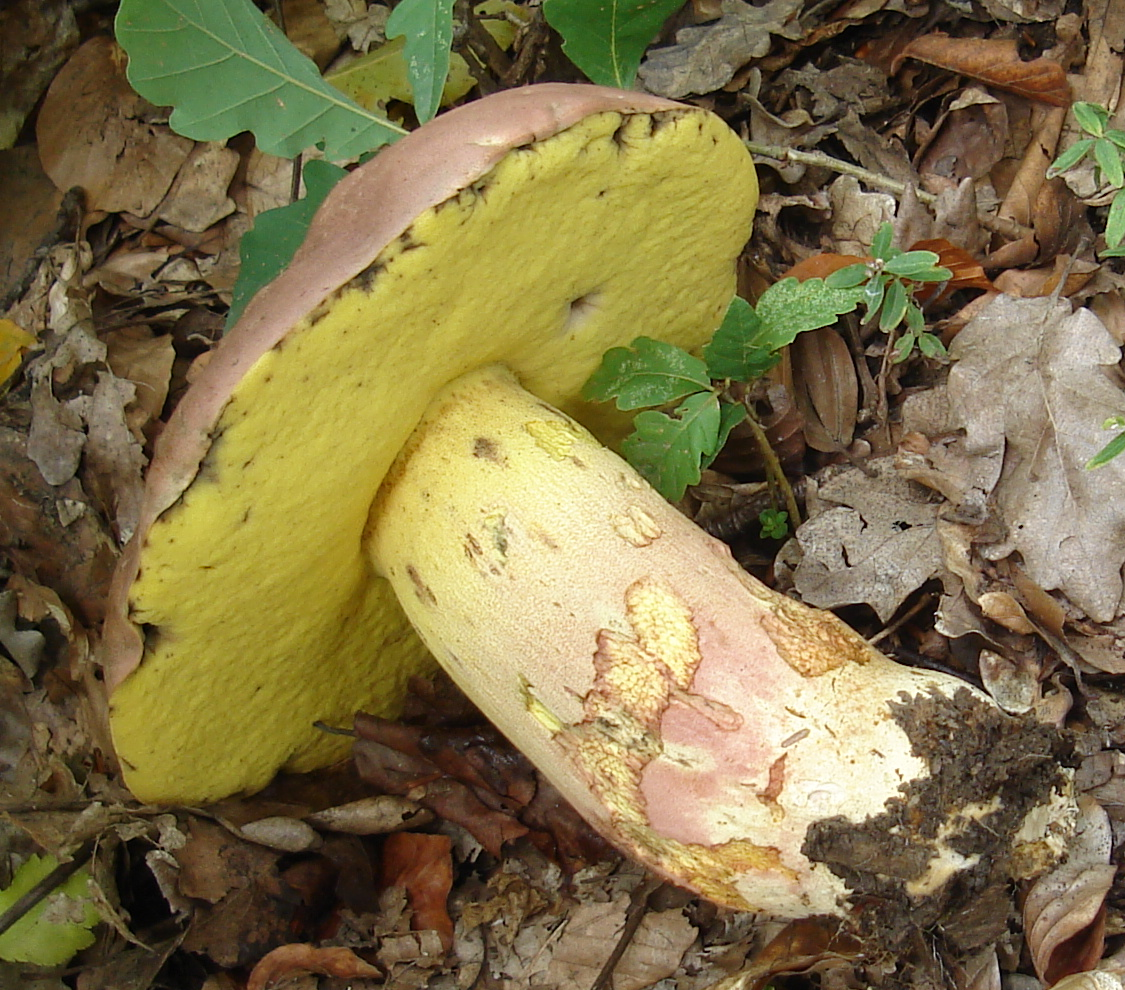
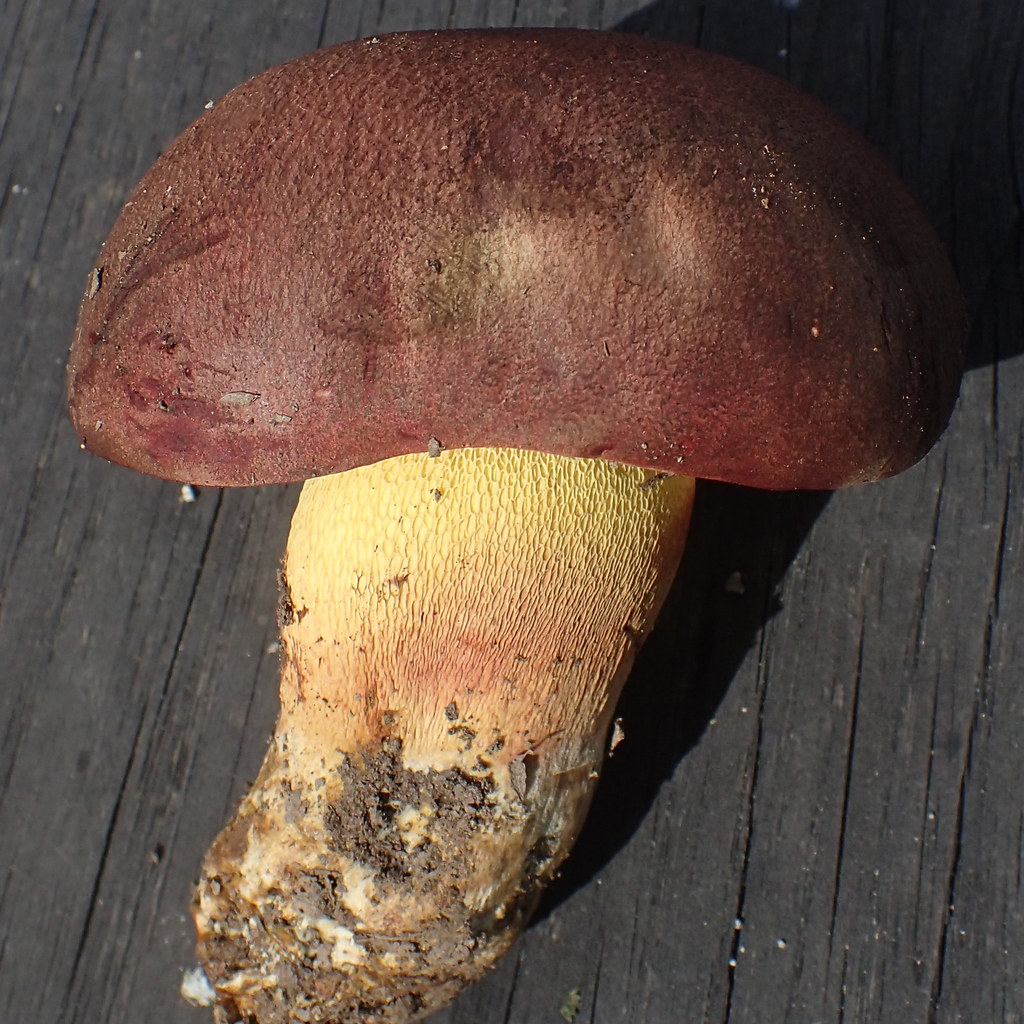
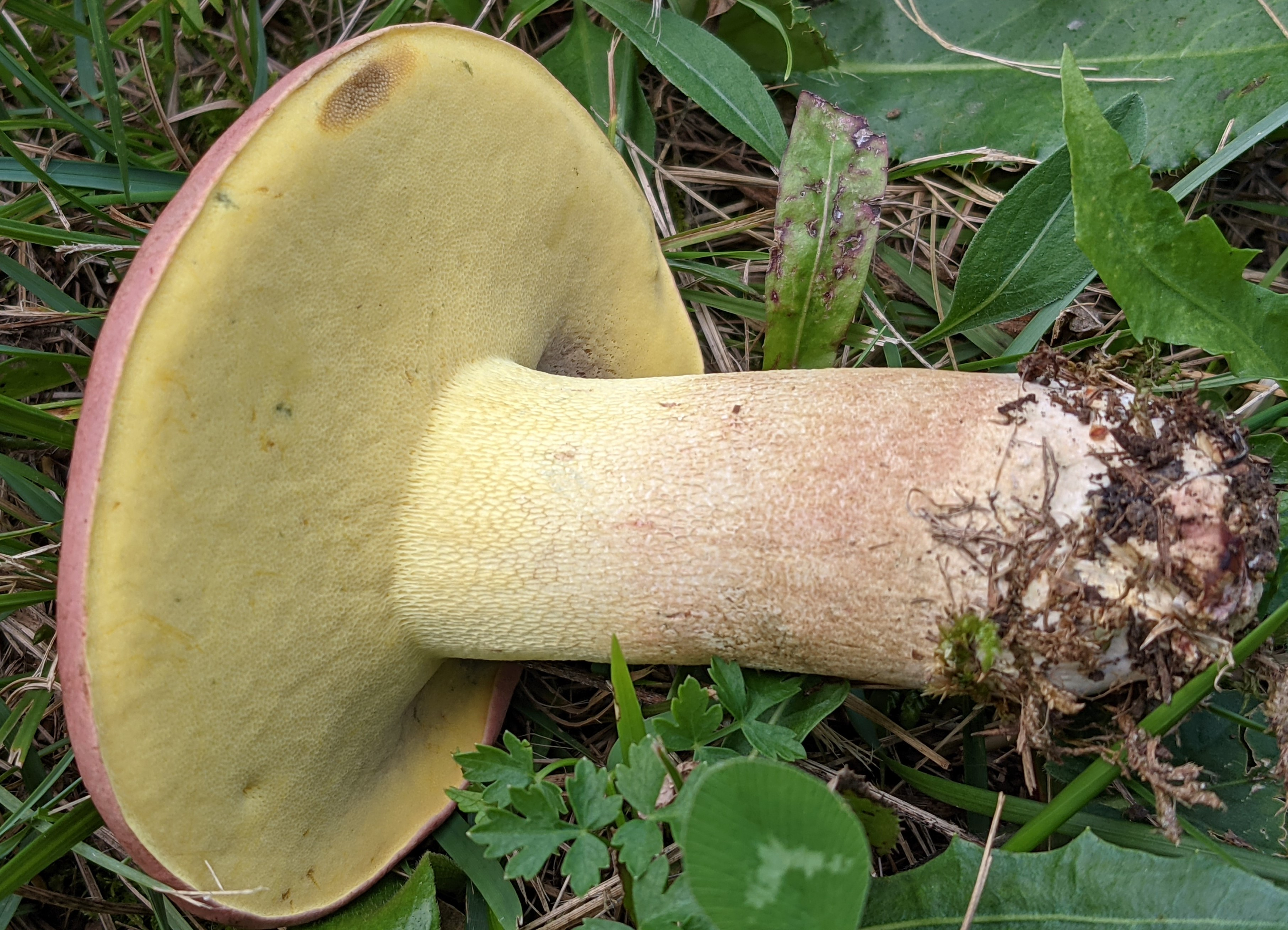
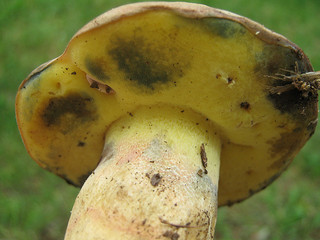
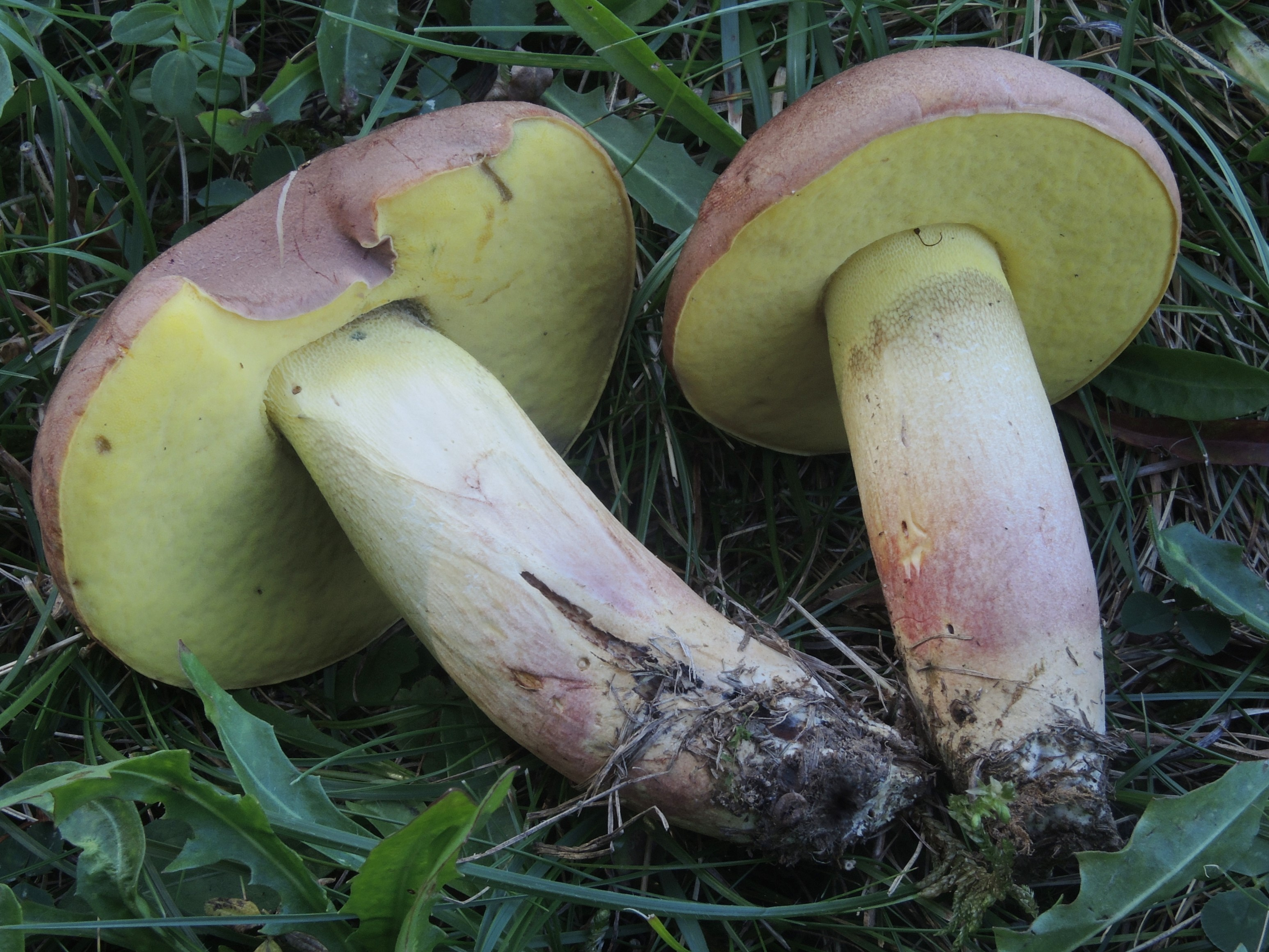
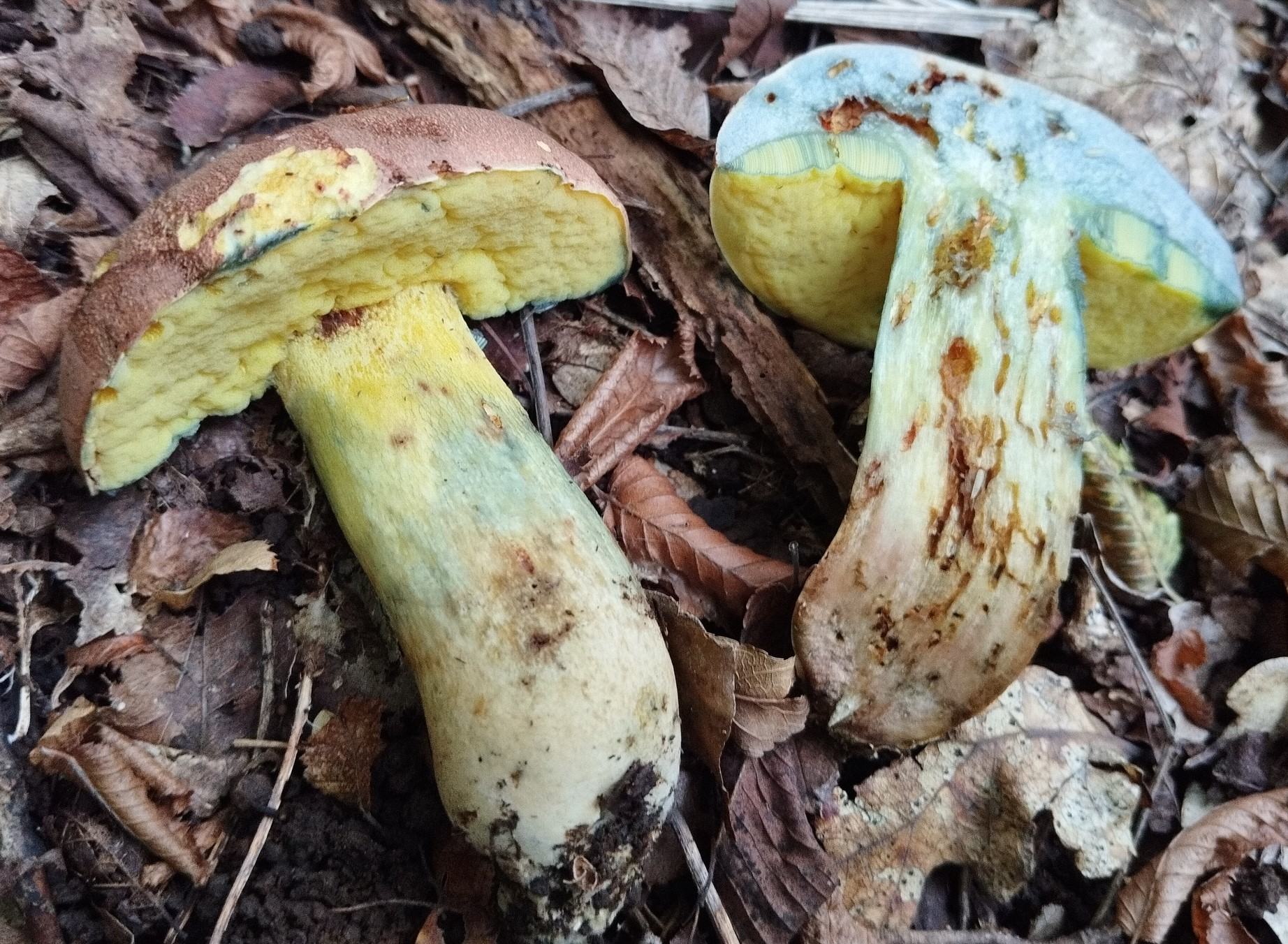
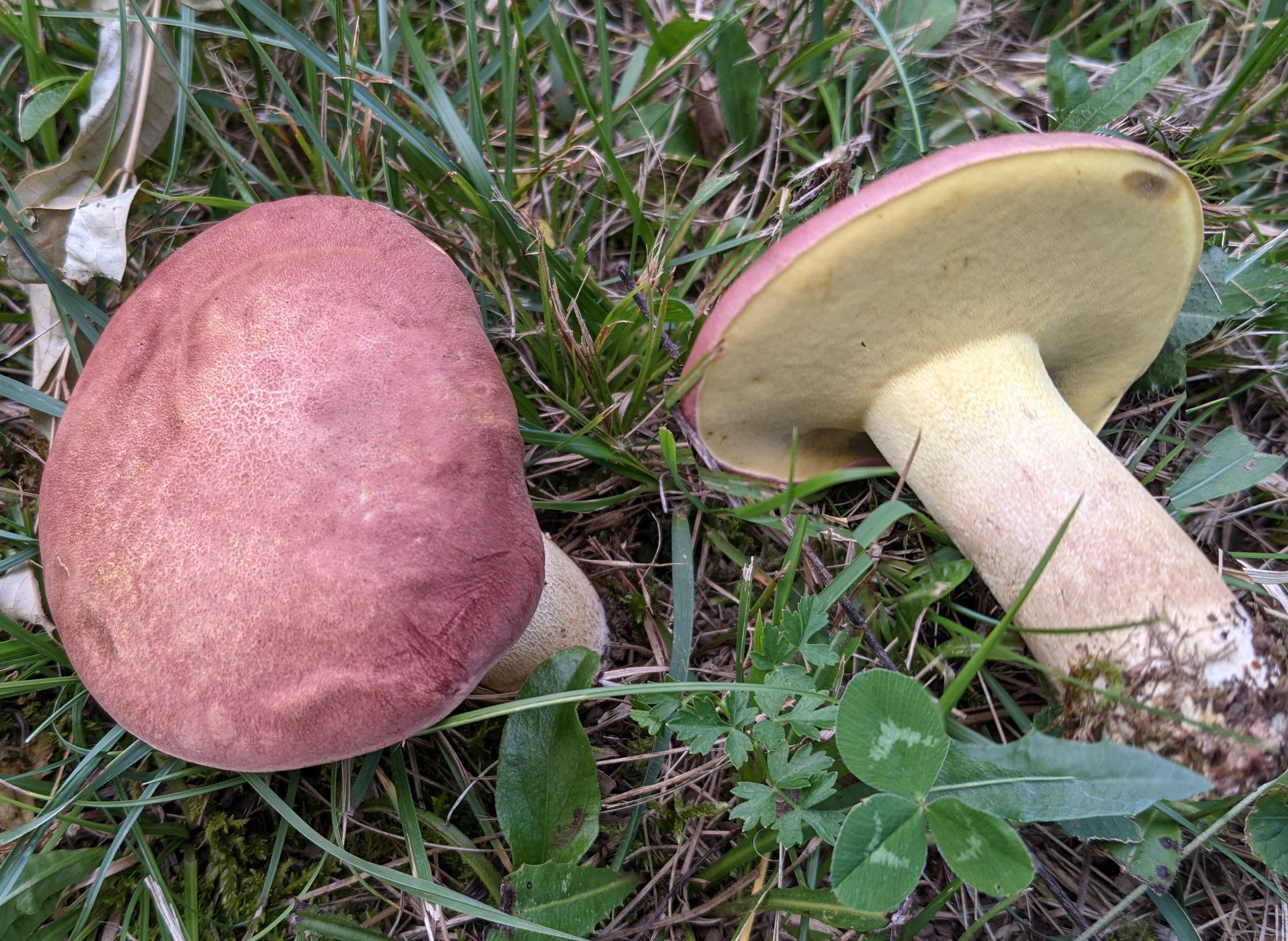
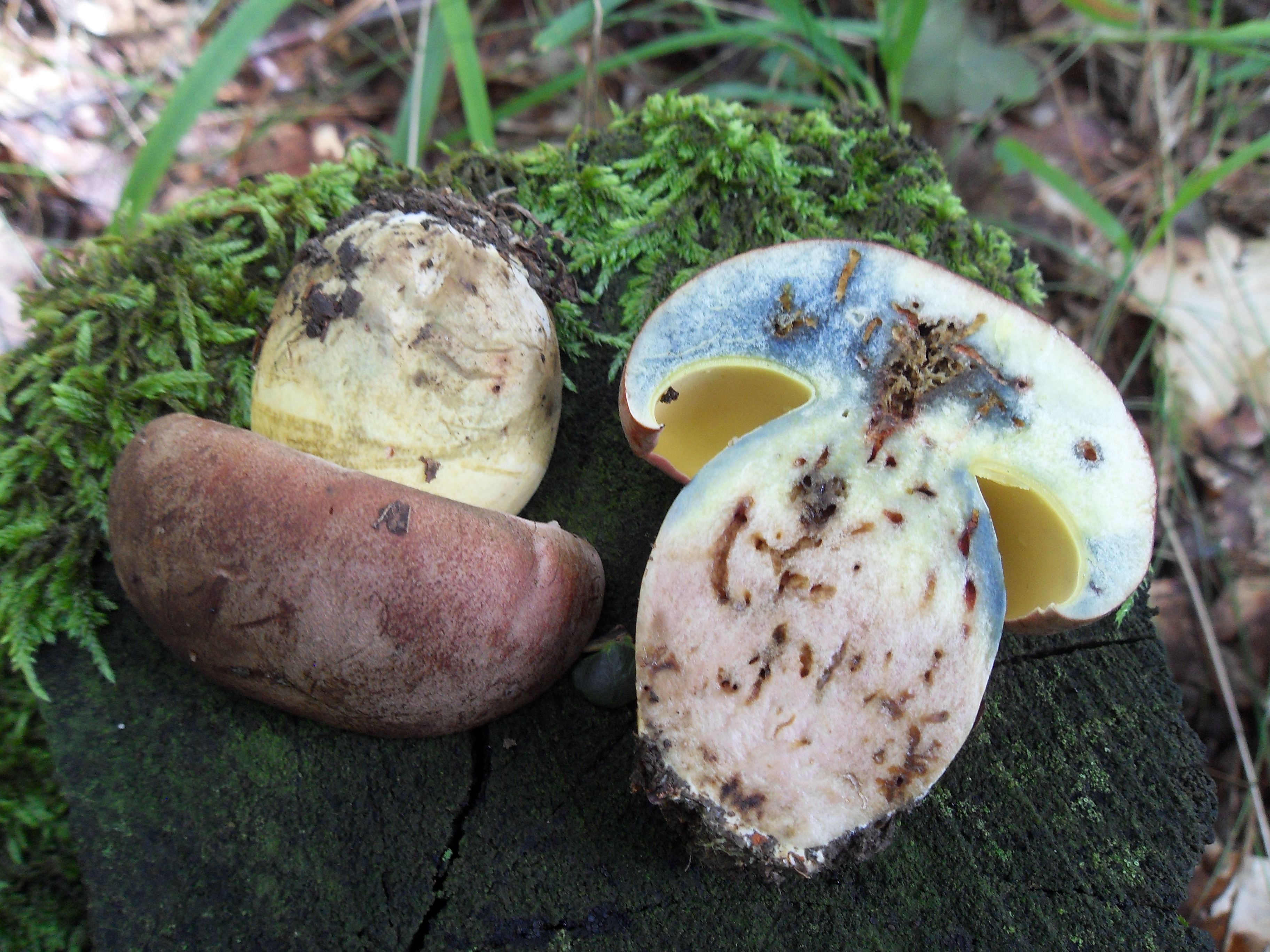
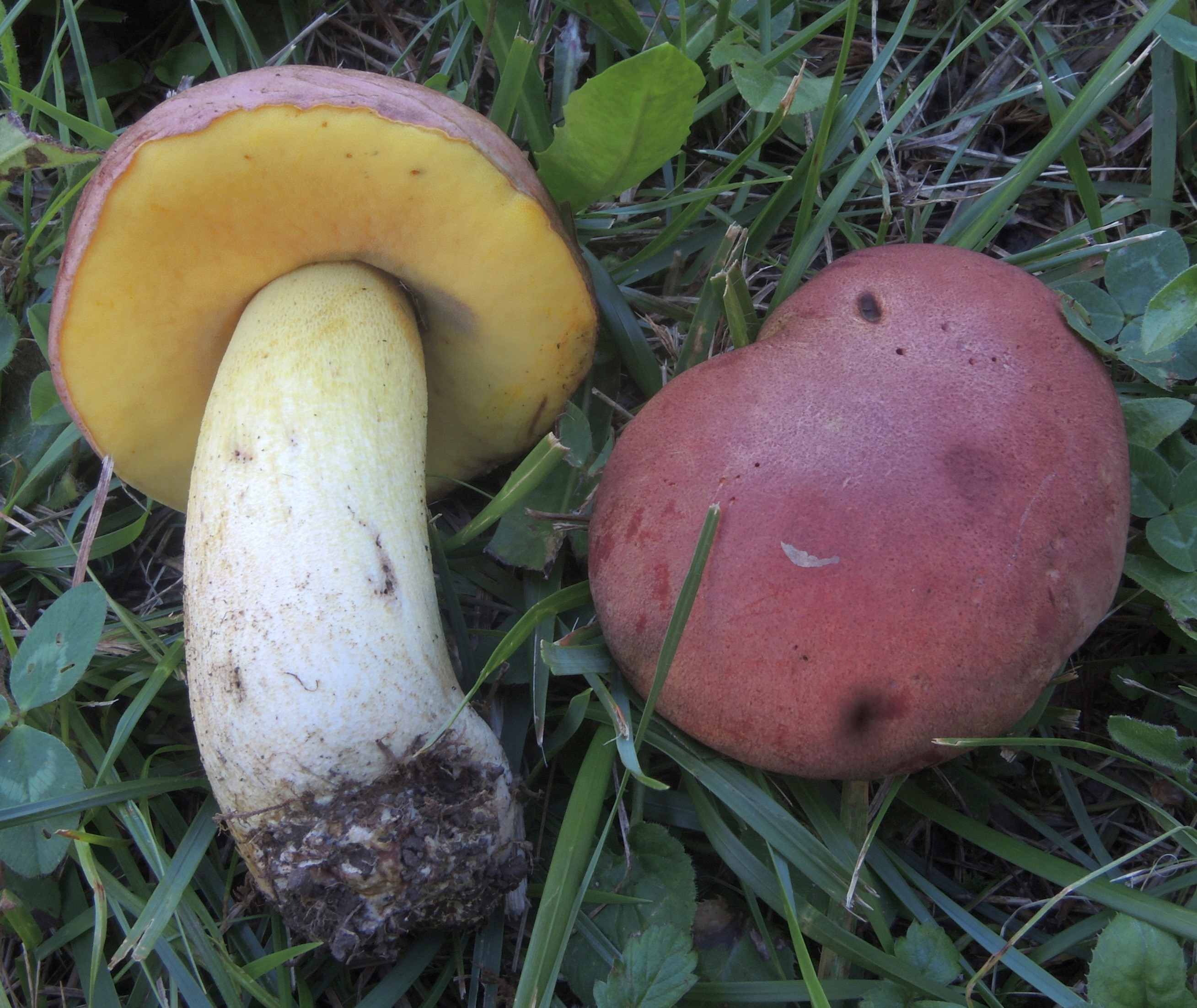
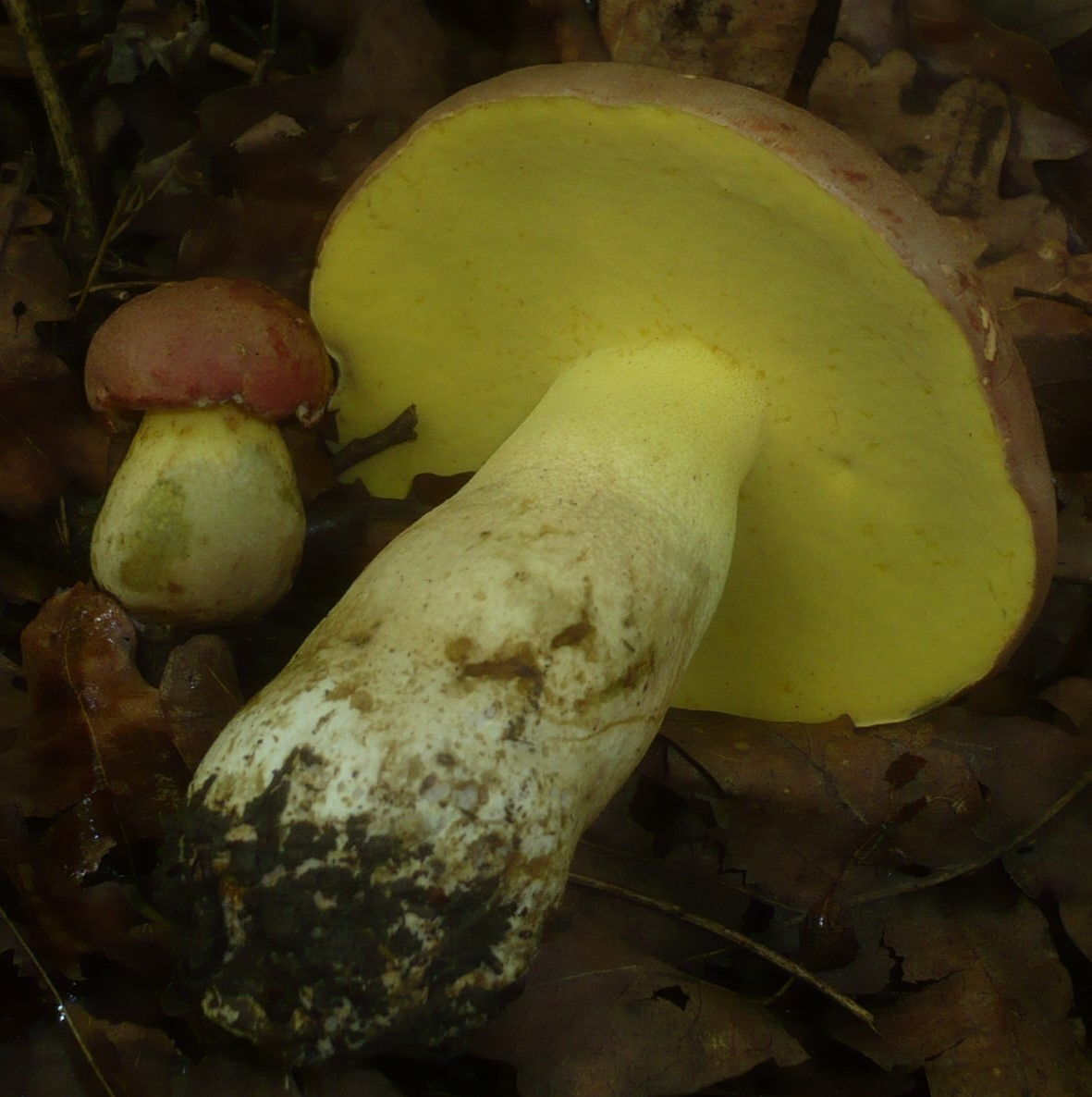
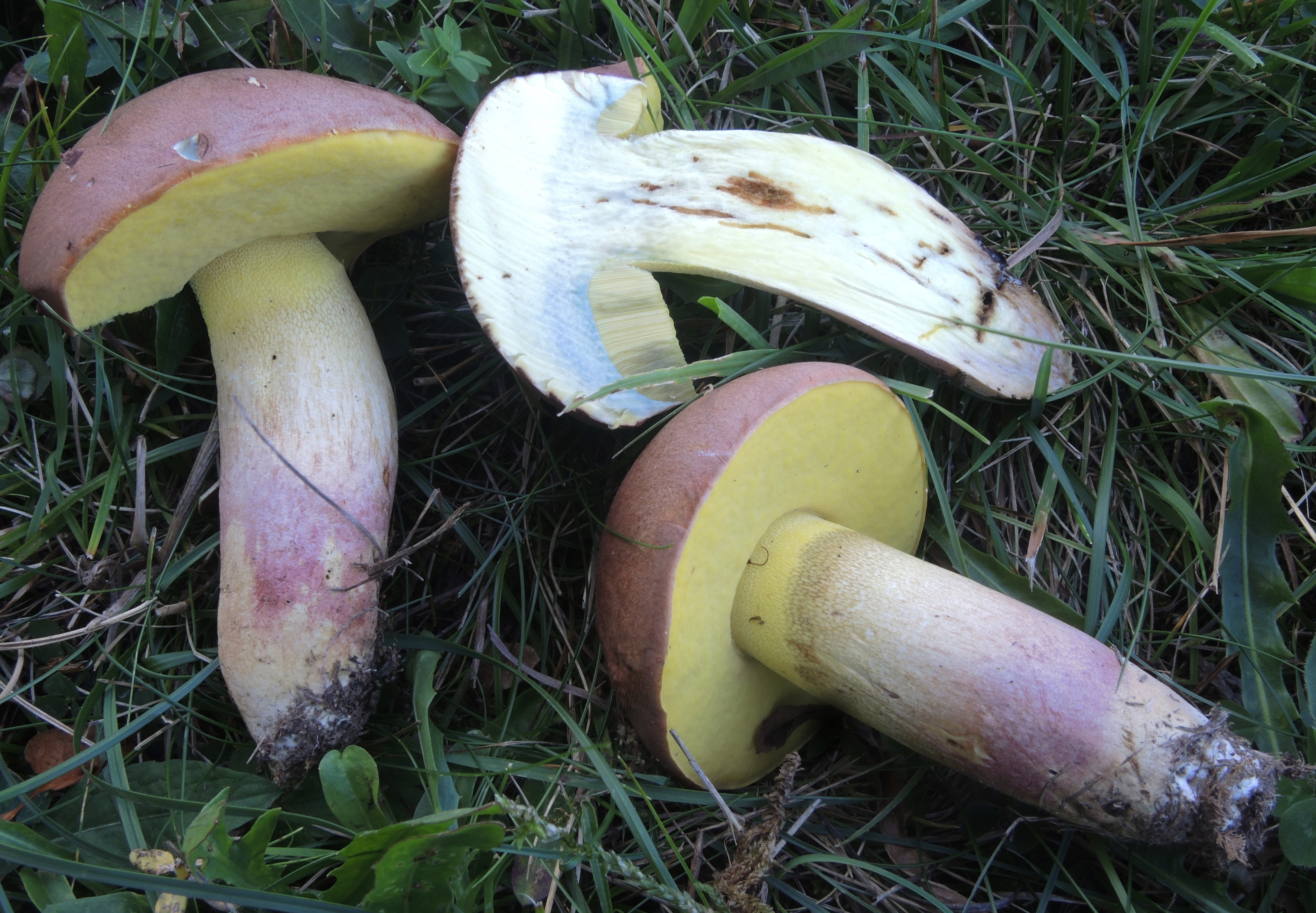
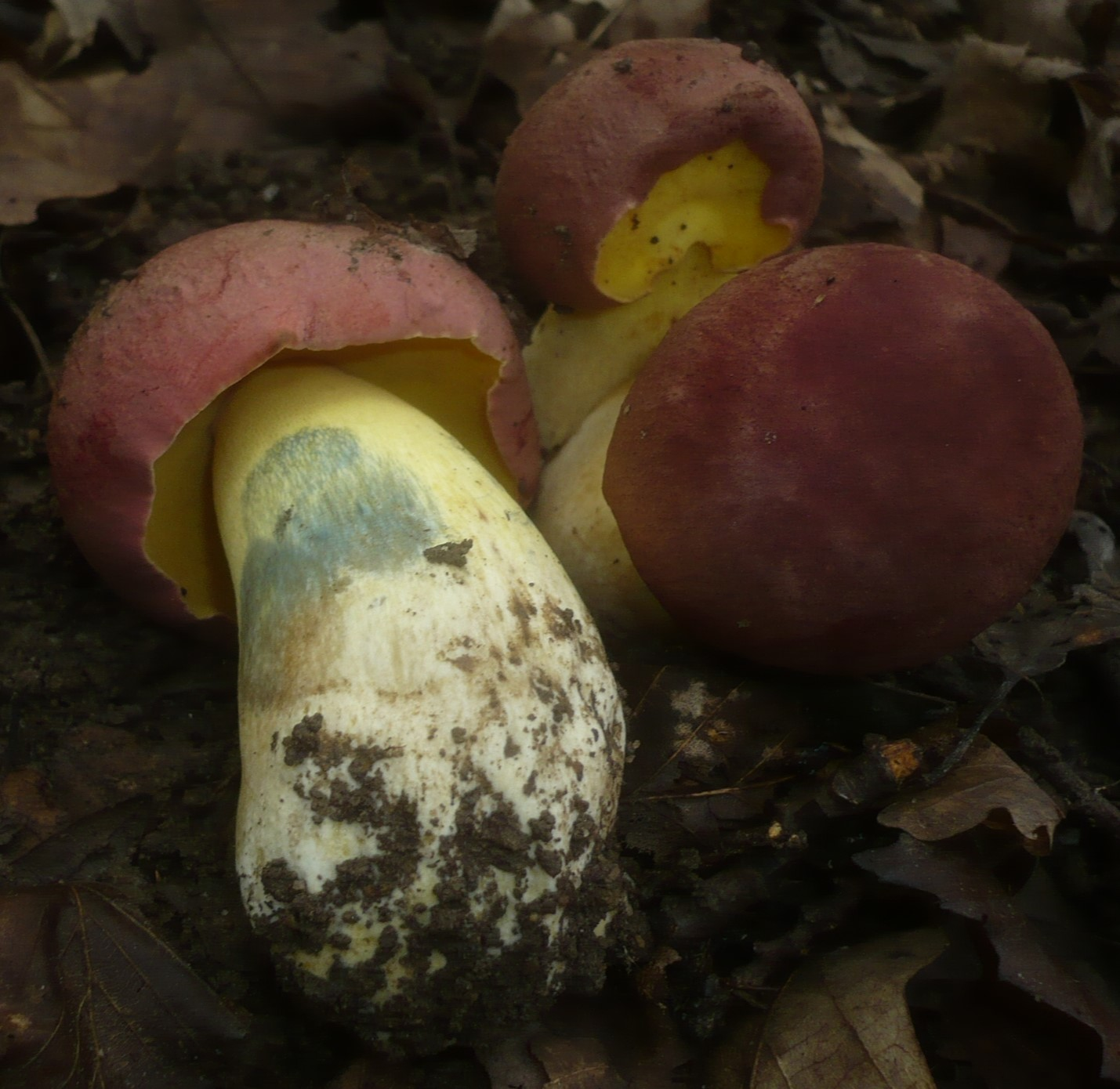
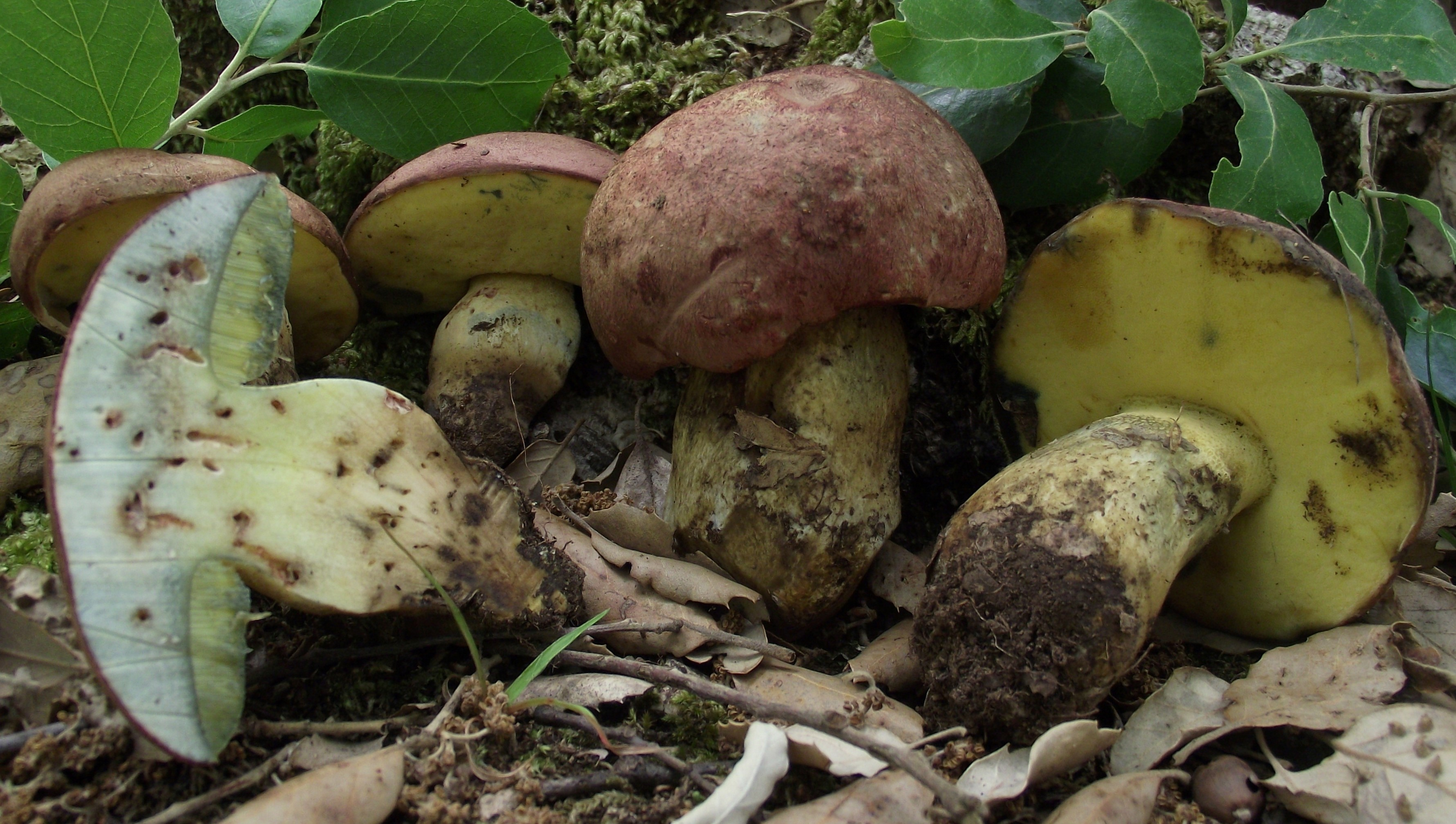
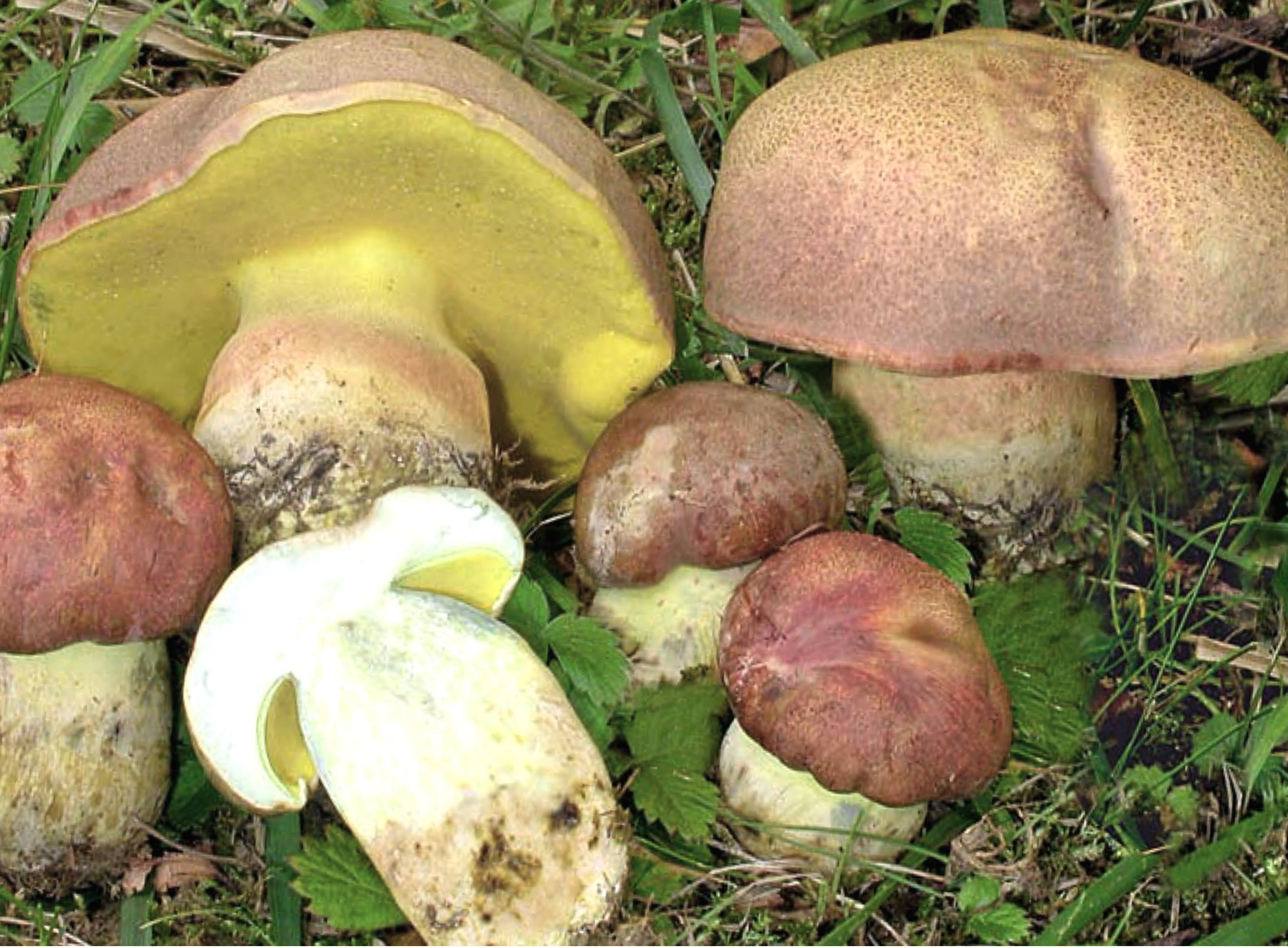
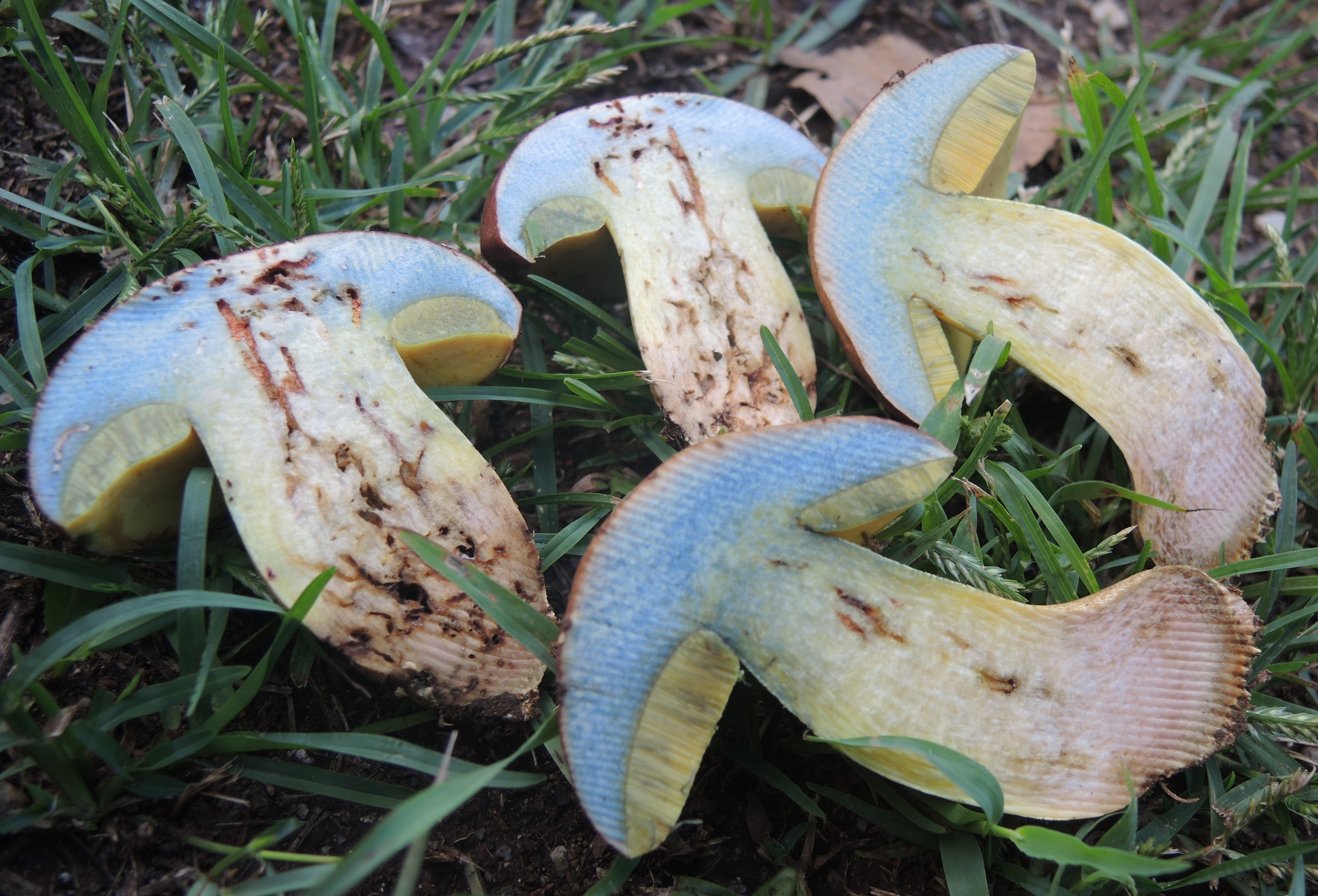

## Habitat et distribution
Il s'agit un champignon ectomycorhizien, poussant sous feuillus, solitaire ou en groupes, surtout sous les chênes, mais aussi sous le hêtre et le châtaignier, plutôt sur sol calcaire, mais il a aussi été récolté sur sol acide.
On le retrouve en Autriche, Belgique, Bulgarie, Croatie, Tchéquie, Danemark, France, Allemagne, Grande-Bretagne, Grèce, Hongrie, Italie, Macédoine du Nord, Moldavie, Portugal, Roumanie, Serbie, Slovaquie, Slovénie, Espagne, Suisse, Ukraine, Iran et en Turquie.

## Statut de conservation

### Régional
- Poitou-Charentes : classement de cette espèce en catégorie NT (Quasi menacée) au niveau régional[10].
- Alsace : classement de cette espèce en catégorie NT (Quasi menacée) au niveau régional[11].

## Comestibilité
Le Bolet faux royal est comestible cuit, comme tous les Butyriboletus en Europe. C'est une espèce peu commune, consommée occasionellement .

## Confusions possibles
Le Bolet faux royal peut se confondre avec les espèces suivantes :
- Le Bolet royal (Butyriboletus regius), espèce en raréfaction à préserver, chapeau rose-rouge beaucoup moins pâle, chair et pores non ou très peu bleuissants, sans cerne rose autour du stipe, plus rare. Comestible.
- Le Bolet joli (Rubroboletus pulchrotinctus), bleuit également souvent uniquement au niveau du chapeau à la coupe, chapeau rosé feutré de blanc pur, présente souvent des teintes orangées un peu rougeâtres sur ses pores et son stipe. Toxique.
- Le Bolet chicorée (Rubroboletus legaliae), toxique, plus précisément sa forme pâle au stipe et pores jaunes et au chapeau framboise (R. legaliae f. spinarii) qui bleuit sur toute la longueur et possède une odeur de chicorée à l'âge adulte en grattant la cuticule. Toxique.
- Le Bolet rose et gris (Butyriboletus roseogriseus), très rare, sans cerne rose autour du stipe ou à sa base, chapeau aux teintes rose brunâtre ou brun rougeâtre mais généralement sans nuance rouge-violacée, venant sous conifères. Sans interêt alimentaire.
- Le Bolet appendiculé (Butyriboletus appendiculatus), chapeau brunâtre moins rose ou bien sans rose, chair non ou très peu bleuissante, sans cerne rose autour du stipe. Comestible réputé.
- Le Bolet pâle (Butyriboletus fechtneri), rare, chapeau beige argilacé grisâtre terne, chair bleuissante au niveau du chapeau mais de façon moins étendue, typiquement uniquement au-dessus des tubes. Sans interêt alimentaire.
- Le Bolet des Emile (Baorangia emileorum), espèce à préserver, très rare, chapeau rouge carmin à rosé, moitié basse du stipe rouge, tubes souvent décurrents, bleuissant au niveau du stipe à la coupe. Sans interêt alimentaire.
- Le Bolet faux-radicant (Caloboletus kluzakii), très rare, chapeau blanchâtre légèrement rosé, chair entièrement bleuissante à la coupe, chair amère. Amer, non comestible, potentiellement émétique.